# 三波春夫アワー
『三波春夫アワー』（みなみはるおアワー）は、1962年1月1日から同年3月26日まで、朝日放送の製作により、TBS系列局が編成していたテレビドラマ放送枠である。共進社油脂工業（現・牛乳石鹸共進社）の一社提供。全13回（9回＋4回）。編成時間は毎週月曜 20:00 - 20:30 （日本標準時）。
演歌歌手の三波春夫が民謡を披露するドラマを放送。放送作品は『春太郎隠密行状』（1962年1月1日 - 1962年2月26日）と『嵐を呼ぶ唄』（1962年3月5日 - 1962年3月26日）の2本。

## 出演者
- 三波春夫
- 青山京子
- 山東昭子
- 高倉みゆき